# 宿州学院
宿州学院位于安徽省宿州市，是一所公立省属普通高等院校。 宿州学院前身是1949年成立的宿县地区师范学校。2004年5月升级为普通本科院校。（截至2011年）学院现设有二级学院12个，本科专业40个，各类在校生20000多人（其中全日制15000多人）。公开出版《宿州学院学报》、《宿州学院报》。

## 历史沿革
- 1949年 皖北宿县区师范学校创办，首任校长裴干元，于1950年更名为皖北区宿县师范学校，1952年更名为安徽省宿县师范学校）
- 1977年 宿县地区师范学校，与安徽大学宿县地区师范专科班（新设）合署
- 1979年 安徽大学宿县地区师范专科班更名为安徽师范大学宿州专科学校
- 1983年 宿县地区师范学校更名为宿州师范专科学校，为三年制师范专科学校
- 2002年 宿州市农业干部学校并入
- 2004年 宿州师范专科学校升格为普通本科院校，更名为宿州学院[1]

## 校徽
于2008年启用，校名由书法家尉天池题写。

## 校区
宿州学院有3个校区，分别是东校区、西校区及南院（于2008年停用）。

### 东校区
位于宿州市埇桥区东二铺。

### 西校区
位于宿州市埇桥区汴河中路。

### 南院
位于西校区附近，已于2008年停用。

## 教学机构
- 文学与传媒学院（宿州学院文学院、孟二冬文学院）
- 外国语学院（公外部）
- 音乐学院
- 美术学院
- 机械与电子工程学院
- 食品与生物工程学院
- 信息工程学院
- 体育学院（工体部，原体育系）
- 经济管理学院（原经济管理系）
- 数学与统计学院
- 地球科学与工程学院
- 管理工程学院

### 文学与传媒学院
或称宿州学院文学院、孟二冬文学院，2008年为缅怀宿州学院校友——北京大学教授孟二冬，改为“孟二冬文学院”。院名又著名学者袁行霈题写。2011年改为文学与传媒学院。

## 其它机构
- 赛珍珠研究所
- 自旋电子与纳米材料研究所
- 地方经济文化研究中心

## 轶闻
- 名誉教授——杨利伟

2010年，航天员杨利伟被宿州学院聘为名誉教授。
- 校园地名

目前，宿州学院对东校区的道路、湖泊、河流、亭台等进行了命名。
宿州学院官方惯常使用“柳溪之滨、珍珠湖畔”指代宿州学院（东校区）。
一些学术论文中出现“珍珠湖”“柳溪”等地名。
| 地名   | 由来 | 坐标                                                               |                                                                    |
| ------ | --- | ------------------------------------------------------------------ | ------------------------------------------------------------------ |
| 珍珠湖 | 人工湖，位于柳溪的南部，西南东北布置。取义“珍珠产于江湖河浦”及“渊生珠则岸不枯”之说。纪念美国作家赛珍珠。                                                 | 33°37′51.56″N 117°4′33.35″E / 33.6309889°N 117.0759306°E（最南端） | 33°37′51.56″N 117°4′33.35″E / 33.6309889°N 117.0759306°E（最南端） |
| 赛亭   | 建于珍珠湖之上，亭上有对联一副“春秋佳日携来芸笈觅珍珠，水木清华摇漾曦霞歌大地赛”。竞也；亭，高也，于谐趣韵致之余，亦蕴含励志奋进之意纪念美国作家赛珍珠。 | 33°37′55.02″N 117°4′34.32″E / 33.6319500°N 117.0762000°E           | 33°37′55.02″N 117°4′34.32″E / 33.6319500°N 117.0762000°E           |
| 柳溪   | 位于东校区中部，东西走向，全长约500 米，深约1-1.5 米, 宽约10米。因两岸种植柳树而得名。原计划命名为“曹溪”，取自《论语》的典故。                           | 33°37′55.6″N 117°4′47.82″E / 33.632111°N 117.0799500°E（最东端）   | 33°37′55.6″N 117°4′47.82″E / 33.632111°N 117.0799500°E（最东端）   |
| 懿行桥 | 位于柳溪之上的桥，在嘉言桥以西。 | 33°37′58.22″N 117°4′33.1″E / 33.6328389°N 117.075861°E             | 33°37′58.22″N 117°4′33.1″E / 33.6328389°N 117.075861°E             |
| 嘉言桥 | 位于柳溪之上的桥，在懿行桥以东。 | 33°37′57.54″N 117°4′37.85″E / 33.6326500°N 117.0771806°E           | 33°37′57.54″N 117°4′37.85″E / 33.6326500°N 117.0771806°E           |

## 知名校友
- 童怀伟：1980年毕业于数学专业，曾任安徽省政协副主席。
- 陈超英：1980年毕业于史地专业，现任安徽省民政厅巡视员。
- 肖建国：1984年毕业，现任外交部边海司副司长。
- 孟二冬：1980年毕业于中文系，曾任北京大学中国语言文学系教授。